# Tueurs de feux à Maracaibo
Pour plus de détails, voir Fiche technique et Distribution.
Tueurs de feux à Maracaibo (titre original : Maracaibo) est un film américain de et avec Cornel Wilde sorti en 1958.

## Synopsis
Vic Scott, spécialisé dans l'extinction des incendies dans les puits de pétrole, est envoyé dans la région de Macaraibo, au Venezuela, afin de résoudre un sinistre. En chemin, il succombe au charme d'une jeune romancière...

## Fiche technique
- Titre original : Maracaibo
- Réalisation : Cornel Wilde
- Scénario : Ted Sherdeman d'après le roman de Stirling Silliphant
- Directeur de la photographie : Ellsworth Fredricks
- Montage : Everett Douglas
- Musique : Laurindo Almeida
- Costumes : Edith Head
- Production : Cornel Wilde
- Couleur : Technicolor
- Genre : Film d'aventures, Drame
- Pays :  États-Unis
- Durée : 88 minutes (1 h 28)
- Date de sortie :
  -  États-Unis : 21 mai 1958
  -  France : 8 décembre 1958

## Distribution

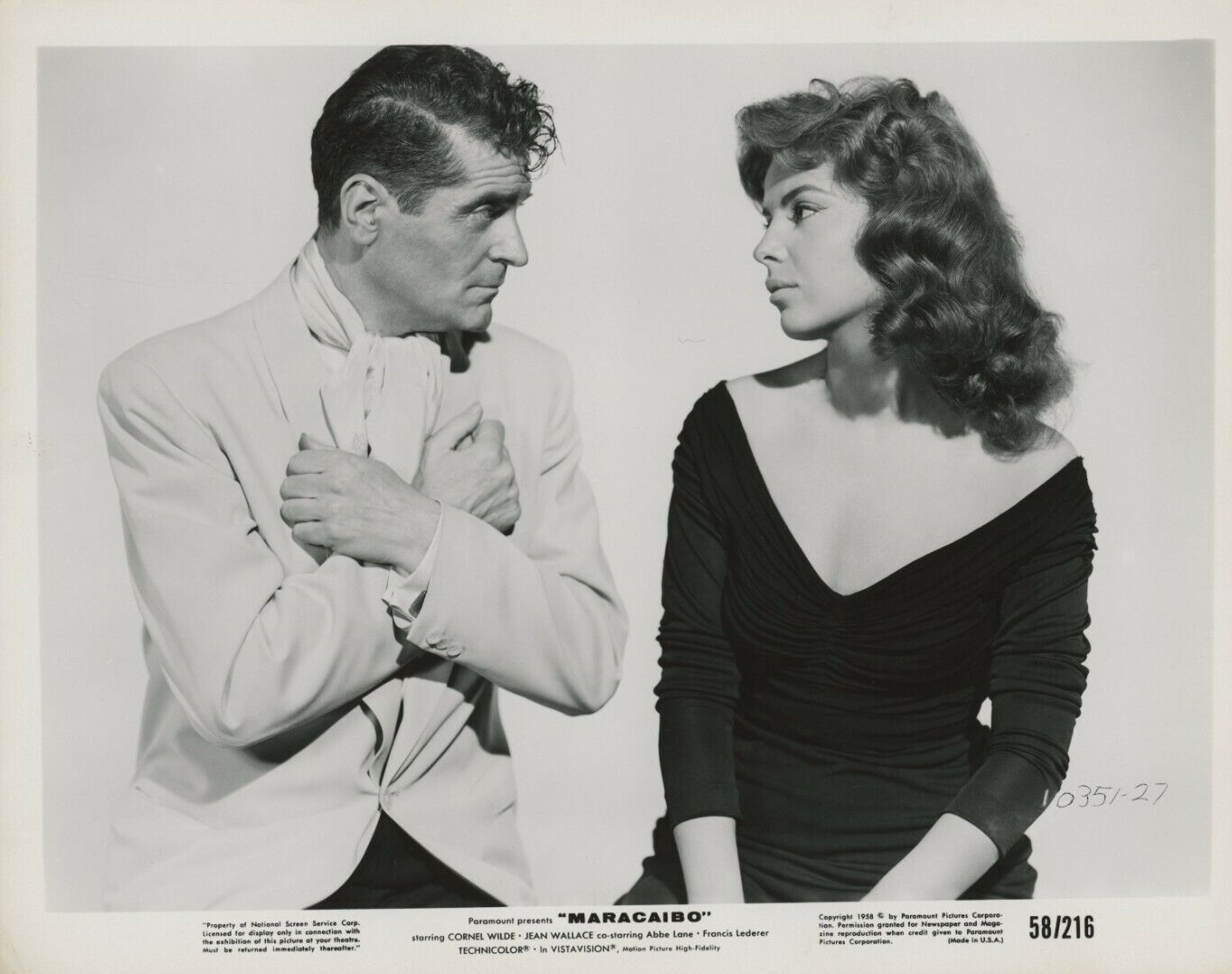
Cornel Wilde et Abbe Lane, photo publicitaire pour le film

- Cornel Wilde (VF : Michel Gudin) : Vic Scott
- Jean Wallace (VF : Raymonde Reynard) : Laura Kingsley
- Abbe Lane : Elena Holbrook
- Francis Lederer : Miguel Orlando
- Michael Landon (VF : Claude D'Yd) : Lago (Carlos en VF) Orlando
- Joe E. Ross (VF : Fernand Rauzena) : Milt (Max en VF) Karger
- Jack Kosslyn (VF : Marcel Bozzuffi) : Raoul Palma
- Joe Dominguez (VF : Claude Péran) : le prêtre
- Amapolo Del Vando (VF : Marie Francey) : Amelia